# Хорезмська область
Хоре́змський вілоя́т (узб. Xorazm viloyati) — адміністративна одиниця-область (вілоят) Узбекистана.
Адміністративний центр — місто Ургенч.

## Походження назви
Слово Хорезм вперше згадується у священній книзі зороастрійців (вогнепоклонників) «Авеста». Існують також припущення, що Хорезм у перекладі з давньохорезмійської мови означав «низова земля», що «годує земля».

## Географія
Хорезмська область розташована в північно-західній частині Узбекистану. На північному заході та півночі межує з Республікою Каракалпакстан, на півдні та заході – з Туркменістаном, на південному сході, сході та північному сході – з Бухарською областю.
Територія області простягається із північного заходу на південний схід на 280 км у тих широтах, де розташоване місто Ургенч (із заходу на схід - на 80 км).
Площа області складає 6300 км (1,5% від всієї території країни), перебуваючи з цим показником на 11-му місці серед 14 суб'єктів.
Майже всю територію області займають рівнини та невеликі височини. За своїм географічним розташуванням вона розташована між 40 ° -42 ° північної широти і 60 ° -62 ° східної довготи.

## Населення
Населення області станом на 1924 складалося з узбецького населення (97%), решта 3% - туркмени, казахи, каракалпаки, перси, росіяни.
Станом на 2020 рік, чисельність населення – 1 866 493 осіб, причому 21,9 % населення проживає у містах, а 78,1 % – у сільській місцевості.
За чисельністю населення Хорезмська область посідає 11 місце серед інших областей республіки. Щільність населення – 249 осіб/км². Найбільше місто - Ургенч.
На офіційному сайті Комітету з міжнаціональних відносин та дружніх зв'язків із зарубіжними країнами при Кабінеті міністрів Республіки Узбекистан опубліковано такі відомості про чисельність національних меншин у Хорезмській області на 1 січня 2017 року:
- казахи - 10591 чол.
- корейці - 4300 чол.
- росіяни - 6023 чол.
- татари - 3668 чол.

## Природа

### Клімат
Клімат — різко континентальний, із спекотним і сухим літом за досить холодної зими.
У зимовий період температура повітря в Хорезмській області та сусідньому Каракалпакстані в середньому нижче на 5-8°C порівняно з рештою південної та східної частин Узбекистану.
Середньорічна температура становить +12,0°C, середня температура січня дорівнює -5,0°C, середня температура липня - +30,0°C. Абсолютний мінімум температури становив -32°C, абсолютний температурний максимум - +48°C.
У середньому на території району випадає 80-100 мм опадів за рік (основна їхня частина припадає на весну та осінь). Вегетаційний період триває 200-210 днів. Ці показники є одними із найнижчих серед областей Узбекистану.

### Ґрунти
Ґрунтовий покрив адирів утворений в основному солончаками і меншою мірою — лугово-серознімними ґрунтами. Ґрунтовий покрив низовин — піщаний.

## Адміністративний поділ
Станом на 2023 рік область розділена на 11 районів (туманів) та 2 міста обласного підпорядкування:
- Ургенч
- Багатський - с. Багат
- Гурленський - м. Гурлен
- Кошкупирський - м. Кошкупир
- Ургенчський - с. Караул
- Хазараспський - м. Хазарасп
- Ханкинський - м. Ханка
- Хівинський - м. Хіва
- Шаватський - м. Шават
- Янгібазарський - с. Янгібазар
- Янгіарикський - с. Янгіарик

У 1938 році Хорезмська область ділилася на 9 районів (Гурленський, Кош-Купирський, Мангітський, Ургенцький, Хазараспський, Ханкінський, Хівінський, Шаватський, Янгі-Арикський) та 2 міста обласного підпорядкування (Ургенч та Хіва).
1950 року був утворений Янгі-Базарський район, а 1953-го — Багатський район. 1957 року Мангітський район було передано Каракалпакській АРСР.
У 1959 році Багатський та Янги-Базарський райони були скасовані. У 1963 році скасовано Кушкупірський, Ургенцький та Хонкінський райони.
1964 року відновлено Ургенцький район, 1967-го — Кушкупірський, 1970-го — Багатський, 1973-го — Ханкінський, 1981-го — Янгібазарський.
1976 року утворено місто обласного підпорядкування Дружба, 1983-го — Ханка і Шават, а 1984 — Гурлен. 1992 року Гурлен, Ханка та Шават були позбавлені статусу міст обласного підпорядкування.
У 1998 році місто Дружба було перейменовано на Пітнак. 2002 року містами обласного підпорядкування перестали бути Пітнак та Хіва. У 2017 році Хіва знову стала містом обласного підпорядкування.

## Історія
26 квітня 1920 була створена Хорезмська Народна Радянська Республіка, 30 жовтня 1923 - Хорезмська Соціалістична Радянська Республіка, яка існувала до 27 жовтня 1924, потім у результаті національно-державного розмежування Середньої Азії її територія увійшла до складу  Узбецької та  Туркменської РСР.

## Економіка
Хорезмська область одна із аграрно-індустріальних регіонів Узбекистану. Важливу роль економіки області займає сільське господарство.
У ньому все більшу роль і значення мають фермерські господарства, кількість яких після реформи укрупнення перевищила показник 5000. Фермери здають близько 98% бавовни-сирцю та 65% зерна, що вирощується в Хорезмі.
Місцева промисловість, головним чином, пов'язана із переробкою сільськогосподарської продукції. Також є підприємства з виробництва килимів, будівельних матеріалів та харчових продуктів.
Розвивається сфера туризму, у якій особливу увагу займають послуги, що надаються іноземним туристам.
Зокрема, в 2006 році Хорезм відвідало понад 30 000 туристів, з яких близько 29 000 або 86% припадає на частку гостей з країн далекого зарубіжжя.

### Промисловість
Місцева промисловість пов'язана головним чином з переробкою сільськогосподарської продукції. Також є підприємства з виробництва килимів, будівельних матеріалів та харчових продуктів. У Дустліку діє складальний завод «Мерседес».

### Транспорт
- Протяжність залізниць на території області - понад 130 км.
- Протяжність автомобільних доріг 2,3 тис. км (в тому числі з асфальтобетонним покриттям близько 2 тис. км).
- Є авіаційне сполучення з низкою міст Центральної Азії, Росії та інших країн СНД.

Між адміністративним центром області та історичним містом за маршрутом Ургенч (аеропорт) — Хіва (старе місто) діє міжміський тролейбус.

## Керівництво Хорезмської області

### Голови облвиконкому
1. Махмудова Пашша (1940 — 1942)
2. Уразова (1942 — 1944)
3. Рахманов Мадраїм Рахманович (1944 — 1948)
4. Джуманіязов Рузмет (1949 — 1950)
5. Різаєв Пальяз (1955 — 1957)
6. Якубов Джуманіяз (1957 — 1960)
7. Мурадов Нуритдін Мурадович (січень 1960 — квітень 1965)
8. Худайбергенов Мадьяр (1965 — лютий 1968)
9. Ішчанов Рахім (1968 — 1980)
10. Сапаєв Каландар (1980 — 1985)
11. Худайбергенова Рімаджан Матназарівна (жовтень 1985 — вересень 1988)

### Голови обласної ради народних депутатів
1. Худайбергенова Рімаджан Матназарівна (березень 1990 — лютий 1992)

### 1-і секретарі обкому КП Узбекистану
1. Ібрагімов Ахмеджан (лютий 1938 — червень 1938)
2. Якубджанов Мухамеджан (вересень 1938 — травень 1944)
3. Насиров Фатхулла Расулович (1944 — 1947)
4. Іскандаров Імамкул (194.9 — вересень 1950)
5. Рахманов Мадраїм Рахманович (вересень 1950 — травень 1960)
6. Шамсудінов Фахредін Шамсудінович (травень 1960 — грудень 1962)
7. Рахімов Бекташ Рахімович (грудень 1962 — лютий 1968)
8. Худайбергенов Мадьяр (лютий 1968 — 13 січня 1986)
9. Міркасимов Мірахат Мірхаджийович (13 січня 1986 — 12 вересня 1988)
10. Худайбергенова Рімаджан Матназарівна (12 вересня 1988 — 14 вересня 1991)

### Хокіми (губернатори)
1. Джуманіязов Маркс Джуманіязович (27 лютого 1992 — 8 січня 1996)
2. Юсупов Іскандар (січень 1996 — лютий 1999)
3. Бабаджанов Іслам Алімович (26 березня 1999 — 15 лютого 2008)
4. Оллаберганов Оллаберган Хаїтбойович (15 лютого 2008 — 24 січня 2012)
5. Бободжанов Пулат Раззакович (24 січня 2012 — 4 вересня 2017)
6. Собіров Ілгізар Матякубович (4 вересня 2017 — 21 квітня 2018)
7. Ерманов Фарход Уразбайович (21 квітня 2018 — дотепер)